# Big John Russell

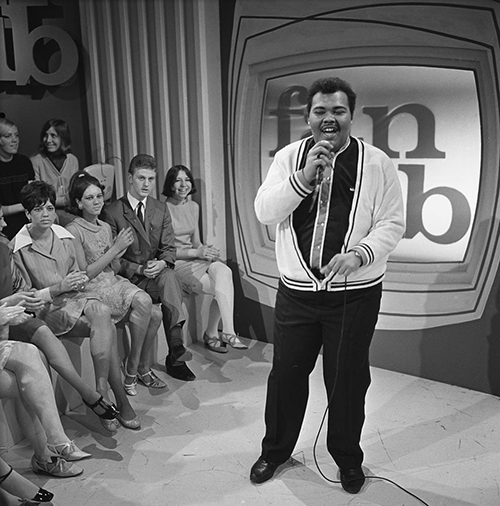
Big John Russell in 1967

John Russell (Paramaribo, 30 augustus 1943 – Leusden, 12 september 2010) was een Surinaams-Nederlandse soulzanger.
Russell, die vanwege zijn afmetingen Big John en "King Size Russell" werd genoemd, won als dertienjarige een talentenjacht in Suriname. Hij werd de "Surinaamse Elvis" genoemd. In 1957 verhuisde hij op 14-jarige leeftijd met zijn familie naar Nederland.
In 1959 won hij in Zeist een talentenjacht. Hij vormde daarna een band met onder meer Pierre van der Linden en Jan Akkerman, en won met hen een tweede prijs in de "Muziekparade" van de VARA. De prijs werd uitgereikt door Conny Froboess, die Russell in contact bracht met een platenmaatschappij. In 1962 begon hij met het uitbrengen van platen onder de naam Big John Russell. Hij trad in die jaren op in Hamburg met onder anderen The Blue Diamonds en de Tielman Brothers.
In 1966 schreef Russell samen met Louis van Dijk de muziek voor de film Compromis. Het leverde hen een Zilveren Roos op op het festival van Montreux.
Begin jaren zeventig werd Russell gevraagd een duet te zingen met de Britse zangeres Sue Chaloner. Het duet, Swinging on a Star, de cover van een dertig jaar oud nummer van Bing Crosby, werd uitgebracht onder de naam Spooky and Sue. De optredens werden vanwege zijn zwaarlijvigheid niet door Russell gedaan maar door de Arubaan Iwan Groeneveld. Hierna werd ook het Joe Jonesnummer You Talk Too Much een hit. Samen met Chaloner nam Russell een album op onder de naam "Spooky and Sue".
In 1976 had Russell een solo-hit met het nummer I Never Loved A Woman The Way That I Love You. Hij had ook een bescheiden hit met het nummer Hokie Pokie.
Russell overleed aan een hartstilstand.

## Discografie

### Singles
| Single met eventuele hitnotering(en) in de Nederlandse Top 40 | Datum van verschijnen | Datum van binnenkomst | Hoogste positie | Aantal weken | Opmerkingen                                    |
| ------------------------------------------------------------- | --------------------- | --------------------- | --------------- | ------------ | ---------------------------------------------- |
| You can always get another wife                               |                       | 3-2-1973              | tip             |              | als John Russell                               |
| Ram-jam                                                       |                       | 10-1-1976             | tip             |              | als John Russell                               |
| I never loved a woman the way I love you                      |                       | 19-6-1976             | 8               | 9            | Als John Russell/#10 in de Nationale Hitparade |
| Hokie pokie (All over the world)                              |                       | 28-2-1981             | 20              | 6            | #27 in de Nationale Hitparade                  |

| Single met hitnotering(en) in de Vlaamse Ultratop 50 | Datum van verschijnen | Datum van binnenkomst | Hoogste positie | Aantal weken | Opmerkingen                       |
| ---------------------------------------------------- | --------------------- | --------------------- | --------------- | ------------ | --------------------------------- |
| I never loved a woman the way I love you             |                       | 17-7-1976             | 18              | 6            | Als John Russell in de BRT Top 30 |